# Landratsbezirk Gladenbach

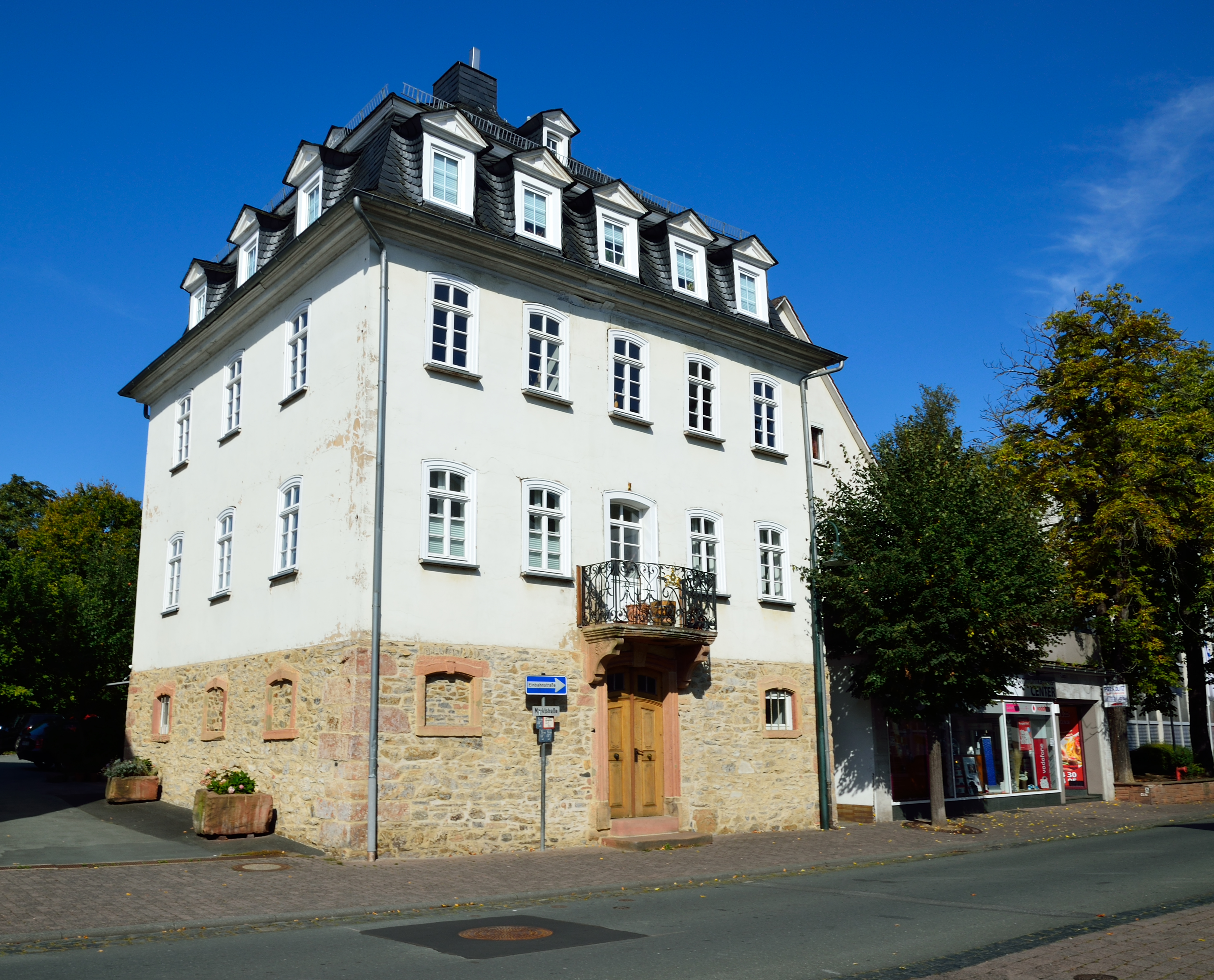
Ehemaliges Amtshaus in Gladenbach: Sitz des Landrates des Landratsbezirks Gladenbach

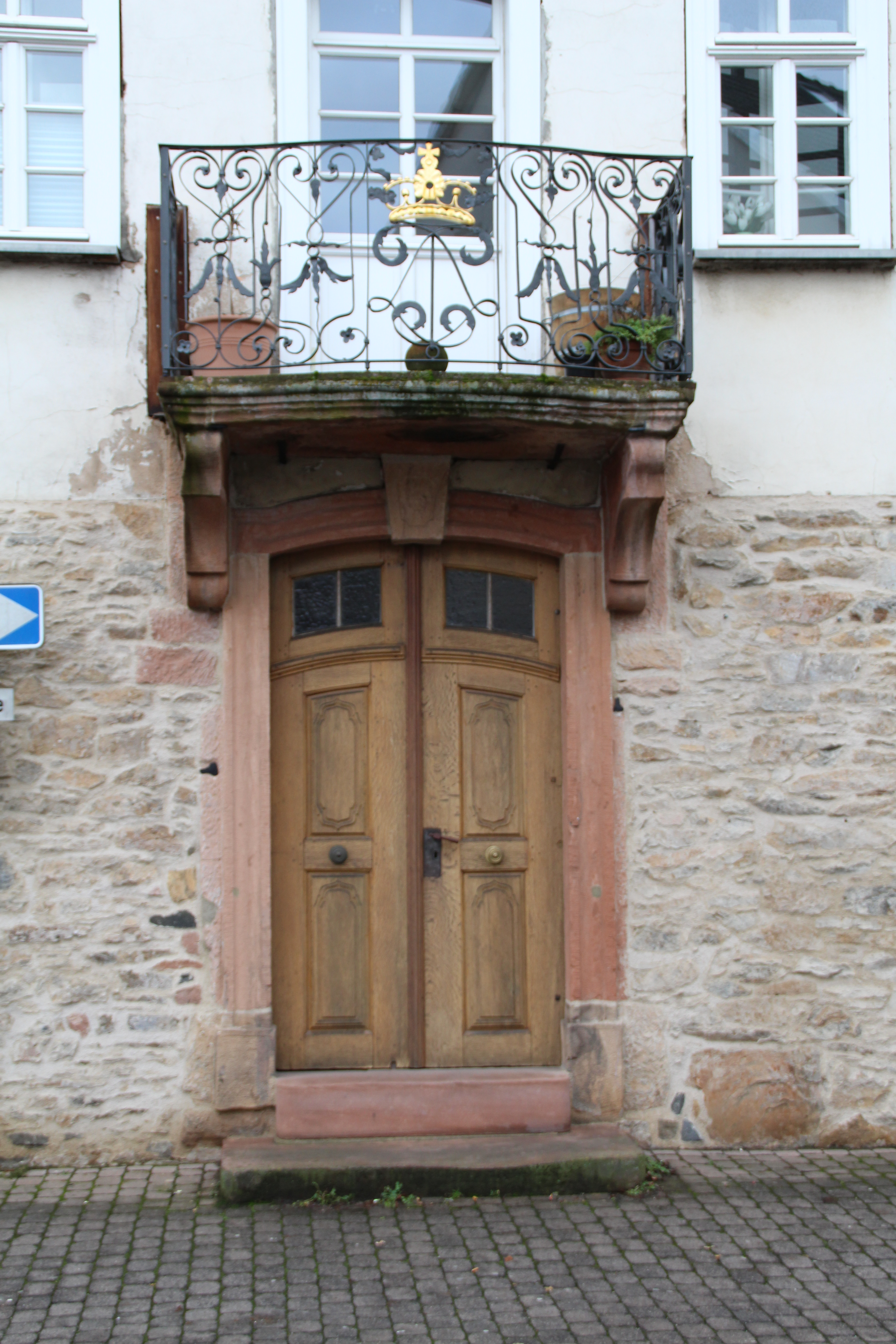
Detail des ehemaligen Amtshauses in Gladenbach

Der Landratsbezirk Gladenbach war ein Landratsbezirk im Großherzogtum Hessen mit Sitz in Gladenbach. Gegründet 1821, ging er 1832 im Kreis Biedenkopf auf.

## Geschichte

### Entstehung
Im Zuge der Verwaltungsreform von 1821 im Großherzogtum wurden auch auf unterer Ebene Rechtsprechung und Verwaltung getrennt und die Aufgaben der überkommenen Ämter in Landratsbezirken – zuständig für die Verwaltung – und Landgerichtsbezirken – zuständig für die Rechtsprechung – neu organisiert. Der Landratsbezirk Gladenbach entstand dabei aus:
- dem Amt Blankenstein ohne den Ort Krumbach,
- dem rechts der Lahn gelegenen Teil des Amtes Biedenkopf ohne den Ort Wolfsgruben,[Anm. 1]
- den Orten Roßbach, Ober- und Nieder-Weidbach, Bischoffen und Wilsbach aus dem Amt Königsberg,
- dem Patrimonialgericht Grund Breidenbach, einem Kondominat zwischen Hessen und den Freiherren von Breidenbach zu Breidenstein und
- dem Patrimonialgericht Elmshausen der Herren von Elmshausen.

Die Aufgaben, die die Ämter im Bereich der erstinstanzlichen Rechtsprechung wahrgenommen hatten, wurde auf das Landgericht Gladenbach übertragen.

### Weitere Entwicklung
1823 wurde die Patrimonialgerichtsbarkeit im Grund Breidenbach und in Elmshausen an den Staat abgetreten.

### Ende
In einer Gebietsreform 1832 wurden die Landratsbezirke aufgelöst und zu größeren Kreisen zusammengelegt. Deren Zuschnitt wurde kurz darauf mit einer weiteren Verordnung festgelegt, wobei die Landratsbezirke Gladenbach, Battenberg und Vöhl zum Kreis Biedenkopf vereinigt wurden.

## Sitz
Sitz des Landrates war das stattliche großherzogliche Amtshaus (Marktstraße 9). Das dreistöckige Fachwerk-Gebäude von 1757 war zuvor Sitz des Amtes Blankenstein gewesen.